# Amphinema platyhedos
Amphinema platyhedos är en nässeldjursart som beskrevs av Arai och Anita Brinckmann-Voss 1985. Amphinema platyhedos ingår i släktet Amphinema och familjen Pandeidae. Inga underarter finns listade i Catalogue of Life.